# Southern Hockey League 1974/1975
Sezóna 1974/1975 byla 2. ročníkem Southern Hockey League. Vítězem se stal tým Charlotte Checkers, který skončil na prvním místě.

## Základní část
| Vysvětlivka |
| ----------- |
| Vítěz       |

| Poř. | Tým                       | Z  | V  | R  | P | VG  | OG  | B   |
| ---- | ------------------------- | -- | -- | -- | - | --- | --- | --- |
| 1.   | Charlotte Checkers        | 72 | 50 | 21 | 1 | 370 | 256 | 101 |
| 2.   | Hampton Gulls             | 72 | 43 | 28 | 1 | 323 | 262 | 87  |
| 3.   | Winston-Salem Polar Twins | 72 | 32 | 40 | 0 | 300 | 345 | 64  |
| 4.   | Roanoke Valley Rebels     | 72 | 29 | 41 | 2 | 296 | 304 | 60  |
| 5.   | Greensboro Generals       | 72 | 23 | 47 | 2 | 262 | 384 | 48  |

## Hráčské statistiky základní části

### Kanadské bodování
Toto je konečné pořadí hráčů podle dosažených bodů. Za jeden vstřelený gól nebo přihrávku na gól hráč získal jeden bod.
| Poř. | Hráč             | Tým                       | Záp. | G  | A  | Body |
| ---- | ---------------- | ------------------------- | ---- | -- | -- | ---- |
| 1.   | Steve Hull       | Charlotte Checkers        | 67   | 39 | 75 | 114  |
| 2.   | Claude Chartre   | Hampton Gulls             | 71   | 33 | 79 | 112  |
| 3.   | André Deschamps  | Charlotte Checkers        | 71   | 59 | 42 | 101  |
| 4.   | Lorne Rombough   | Hampton Gulls             | 72   | 56 | 43 | 99   |
| 5.   | Ken Gassoff      | Winston-Salem Polar Twins | 72   | 31 | 55 | 86   |
| 6.   | Wayne Zuk        | Greensboro Generals       | 64   | 35 | 49 | 84   |
| 7.   | Camille Lapierre | Roanoke Valley Rebels     | 42   | 35 | 45 | 80   |
| 8.   | Walter Olds      | Hampton Gulls             | 71   | 19 | 61 | 80   |
| 9.   | Bob Guindon      | Roanoke Valley Rebels     | 70   | 40 | 38 | 78   |
| 10.  | Jamie Kennedy    | Winston-Salem Polar Twins | 71   | 37 | 40 | 77   |

Záp. = Odehrané zápasy; G = Góly; A = Přihrávky na gól; Body = Body;